# Kapca
Kapca este o localitate din comuna Lendava, Slovenia, cu o populație de 450 de locuitori.